# Dendrobium pogoniates
Dendrobium pogoniates är en orkidéart som beskrevs av Heinrich Gustav Reichenbach. Dendrobium pogoniates ingår i släktet Dendrobium, och familjen orkidéer. Inga underarter finns listade i Catalogue of Life.